# Podoces
Podoces Waldheim, 1821 è un genere di uccelli passeriformi della famiglia dei Corvidi.

## Etimologia
Il nome scientifico del genere, Podoces, deriva dal greco ποδωκης (podōkēs, "piede veloce", uno degli epiteti di Achille), a sua volta formato da πους (pous, "piede") e ωκυς (ōkus, "veloce"), in riferimento alle abitudini terricole e al passo rapido di questi uccelli.

## Descrizione

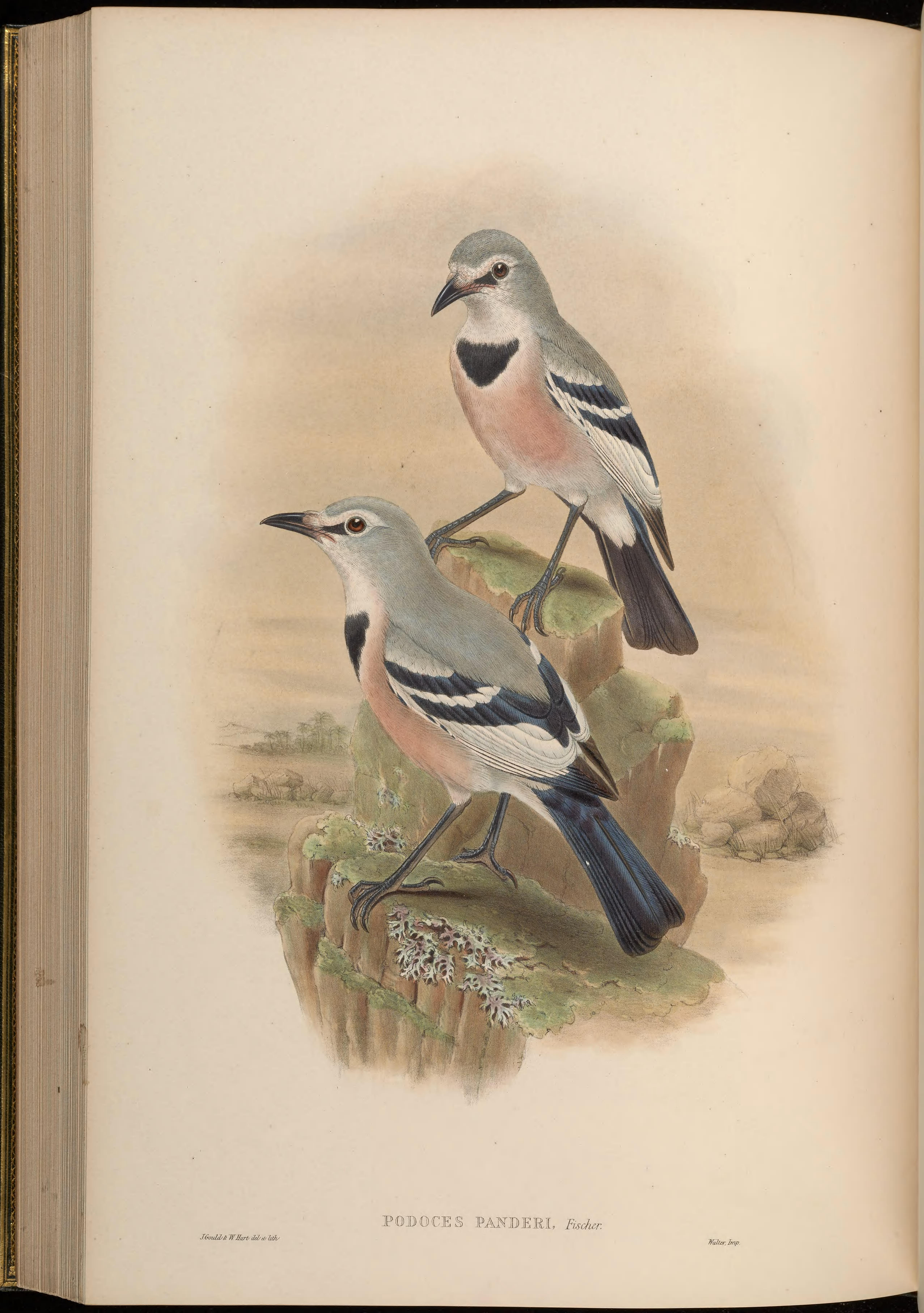
P. panderi.

Al genere vengono ascritte specie di dimensioni medio-piccole (24-28 cm), dal curioso aspetto simile a quello dei pomatostomidi, con testa arrotondata, lungo becco sottile e ricurvo (anche se, nella più basale ghiandaia terragnola del Turkestan, il becco è forte e conico, simile a quello dei corvi), ali arrotondate, coda rettangolare e di media lunghezza, e lunghe zampe forti e allungate.
Il piumaggio è sobrio e dominato dalle tonalità mimetiche del grigio o del beige-bruno su testa e area ventrale, mentre ali e coda sono nere, le prime con presenza di specchi alari chiari o sfumature metalliche simili a quanto osservabile nelle ghiandaie. Su petto o testa sono presenti aree nere più o meno estese, variabili a seconda della specie.

## Biologia
Le ghiandaie terragnole sono uccelli diurni, moderatamente gregari e (come intuibile dal nome comune) essenzialmente terricoli: nonostante siano tutte in grado di volare, le specie ascritte al genere lo fanno raramente e malvolentieri, preferendo camminare o correre velocemente al suolo, sondando il terreno e i detriti col lungo becco ricurvo alla ricerca di cibo (rappresentato principalmente da invertebrati, anche se si tratta di uccelli virtualmente onnivori), e ritirandosi per dormire fra i cespugli o i rami bassi degli alberi.

La riproduzione avviene durante i mesi primaverili: si tratta di uccelli monogami, che nidificano fra i cespugli, costruendo nidi a coppa. I due sessi collaborano nelle varie fasi della riproduzione.

## Distribuzione e habitat
Il genere è diffuso nell'Asia centrale, con le quattro specie che occupano varie porzioni del Turkestan, dalle sponde orientali del Mar Caspio alla Mongolia centrale, con una (la ghiandaia terragnola iraniana) diffusa nell'est dell'Iran. Tutte le specie abitano aree aperte aride e semidesertiche, con vegetazione erbosa e cespugliosa e alberi sparsi.

## Tassonomia

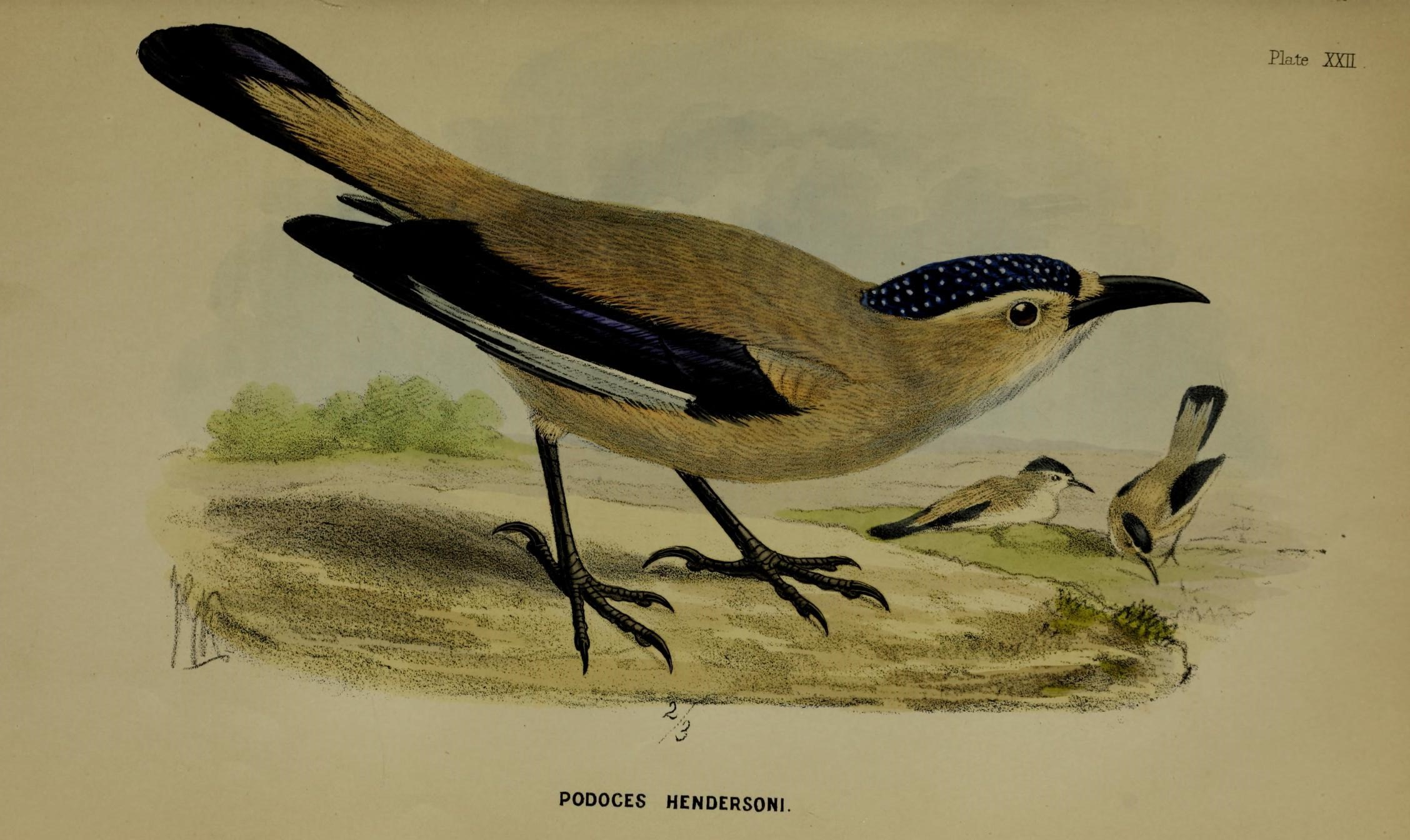
P. hendersoni.

Al genere vengono ascritte quattro specie:
Famiglia Corvidae
- Genere Podoces
  - Podoces hendersoni Hume, 1871 - ghiandaia terragnola di Mongolia
  - Podoces biddulphi Hume, 1874 - ghiandaia terragnola del Sinkiang
  - Podoces panderi Waldheim, 1821 - ghiandaia terragnola del Turkestan
  - Podoces pleskei Zarudny, 1896 - ghiandaia terragnola dell'Iran

Nell'ambito della famiglia Corvidae, Podoces occupa un clade con l'affine Ptilostomus e con il più basale corvide di Zavattari.

Il genere, a dispetto di quanto si ritenesse in passato, non ha invece alcuna affinità tassonomica con Pseudopodoces, che, a dispetto delle analogie morfologiche e comportamentali, si è rivelato un esponente dei Paridae.